# Consejo Nacional de Mujeres de Chile
Consejo Nacional de Mujeres fue una institución femenina que surgió en Chile en el año 1919.

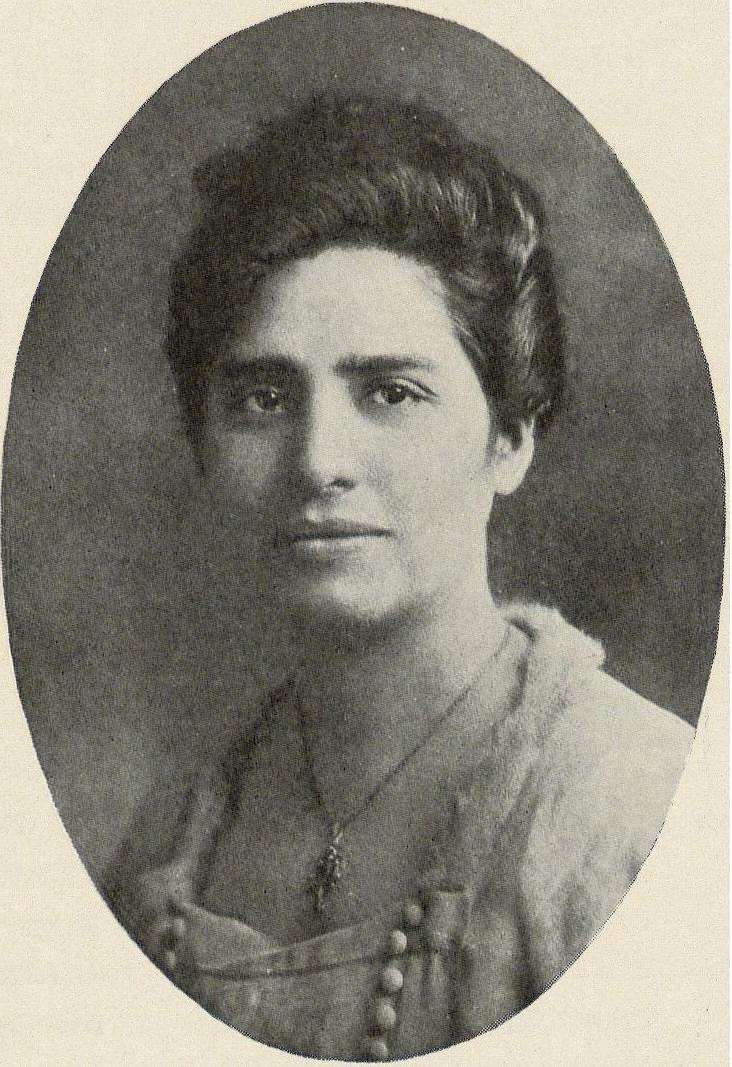
Amanda Labarca fue una de las participantes del Consejo Nacional de Mujeres.

## Objetivo del Consejo
Su objetivo era lograr los primeros derechos civiles y políticos para las mujeres: el sufragio, el divorcio, el control de la natalidad y el acceso al mercado laboral.

## Su influencia en la Ley Maza
Tres años después de su fundación presentaron un proyecto sobre derechos civiles, políticos y jurídicos e iniciaron gestiones que culminaron el año 1925 con el Decreto Ley N°321, conocido como Ley Maza (por el senador José Maza), que entre varios temas modificó en el Código Civil la patria potestad en favor de las madres; habilitó a las mujeres para servir de testigos y autorizó a las mujeres casadas administrar los frutos de su trabajo. Fueron apoyadas por Pedro Aguirre Cerda y Arturo Alessandri, entonces Presidente de la República.

## Relación del Consejo con Gabriela Mistral
Existe una correspondencia con fecha 20 de marzo de 1933 de parte del Consejo Nacional de Mujeres, tras consultar a los críticos literarios nacionales, designaron a Gabriela Mistral para que representara a Chile en el Cónclave Internacional de Escritoras en Chicago por lo cual se le solicitó copia de sus últimas obras y un autógrafo para ser expuestos en dicho Cónclave. Es una carta mecanografiada firmada por la presidenta Elena de Castro y la secretaria Arinda Carvajal Briones.